# Father of the Pride
Father of the Pride è una serie televisiva statunitense a cartoni animati per adulti andata in onda su NBC negli Stati Uniti nel 2004.

## Doppiaggio

### Doppiatori originali
- John Goodman: Larry
- Cheryl Hines: Kate
- Danielle Harris: Sierra
- Daryl Sabara: Hunter
- Carl Reiner: Sarmoti
- Orlando Jones: Snack
- Julian Holloway: Siegfried Fischbacher
- David Herman: Roy Horn
- John O'Hurley: Blake
- Wendie Malick: Victoria